# Hovrätten över Skåne och Blekinge

Herb Hövrätten över Skåne och Blekinge

Organizacja terytorialna sądownictwa w Szwecji z zaznaczonym obszarem właściwości Hovrätten över Skåne och Blekinge

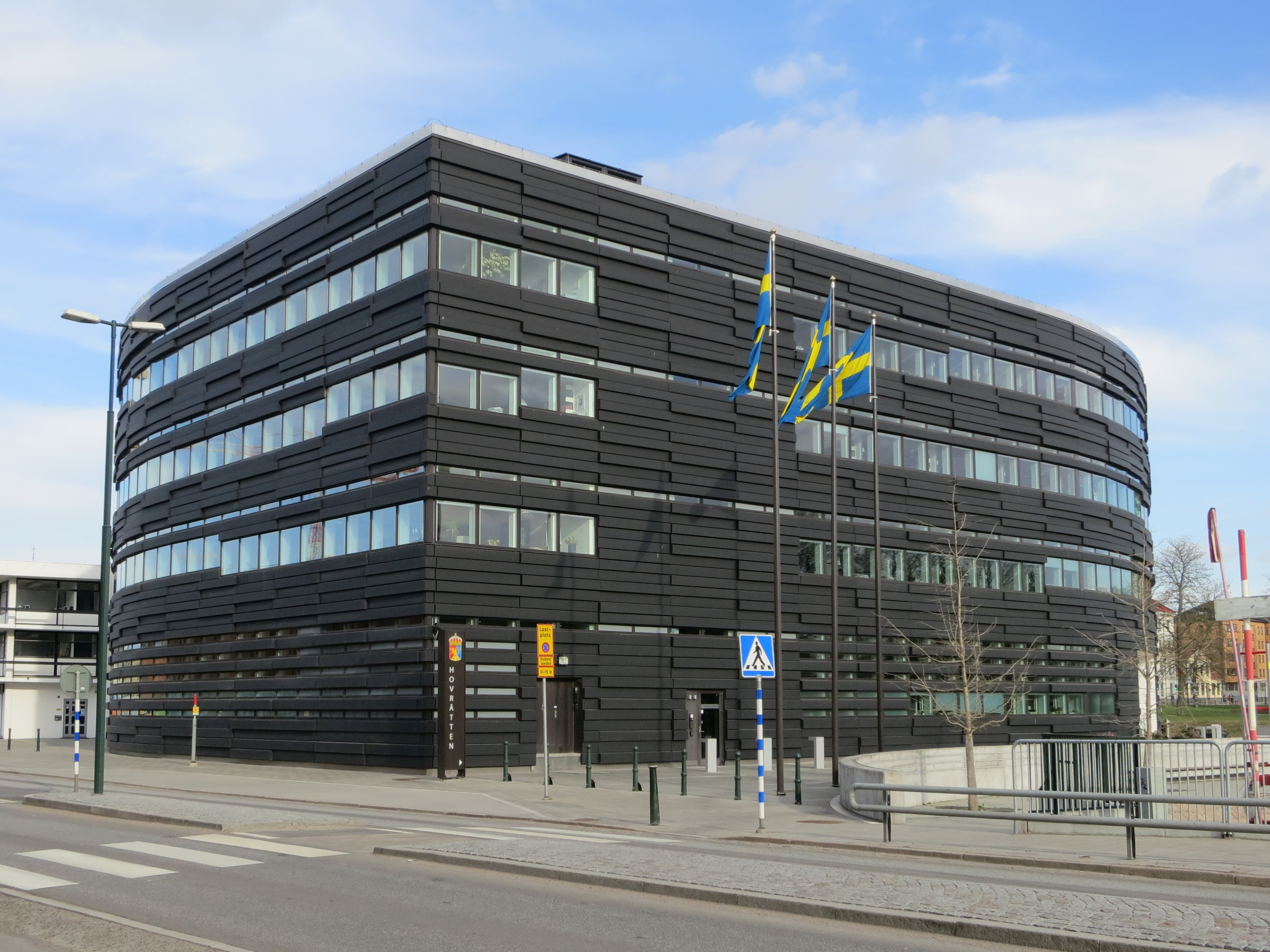
Nowa siedziba (od 2009) Hovrätten över Skåne och Blekinge w Malmö

Hovrätten över Skåne och Blekinge – jeden z sześciu szwedzkich sądów (hovrätt) rozstrzygających sprawy w II instancji, początkowo z siedzibą (kansliort) w Kristianstad, a od 1917 roku w Malmö. Decyzję o powołaniu sądu podjęto w 1820 roku.

## Właściwość
Do podstawowych zadań sądu należy rozpatrywanie apelacji od orzeczeń wydanych przez podległe mu z obszaru właściwości (domkrets) sądy pierwszej instancji (tingsrätt).

## Historia
Początkowo wcielone do Szwecji w 1658 roku na mocy traktatu w Roskilde prowincje Skania i Blekinge podlegały jurysdykcji Göta hovrätt z siedzibą w Jönköping. Dla jego odciążenia z osobistej inicjatywy króla Karola XIV Jana podjęto w 1820 roku decyzję ustanowienia Hovrätten över Skåne och Blekinge z siedzibą w Kristianstad. W październiku 1917 roku sąd został przeniesiony do Malmö.

## Obszar właściwości (domkrets)
Do obszaru apelacji sądu wchodzi siedem okręgów (domsaga) podległych mu sądów rejonowych (tingsrätt), obejmując regiony administracyjne (län) Skåne i Blekinge.
Sądy rejonowe wchodzące w obszar apelacji Hovrätten över Skåne och Blekinge:
- Blekinge tingsrätt z siedzibą (kansliort) w Karlskronie i Karlshamn
- Hässleholms tingsrätt w Hässleholmie
- Helsingborgs tingsrätt w Helsingborgu
- Kristianstads tingsrätt w Kristianstad
- Lunds tingsrätt w Lund i Landskronie
- Malmö tingsrätt w Malmö
- Ystads tingsrätt w Ystad.